# Sosote
Sosote,es una comunidad y cabecera parroquial de la Parroquia Sosote del Cantón Rocafuerte en la Provincia de Manabí. Se encuentra ubicada al suroeste del cantón, en el kilómetro 10 de la vía Portoviejo - Chone.
Si bien hasta hace unos años la agricultura era la actividad representativa de la zona, actualmente han tomado protagonismo las labores artesanales a través de la elaboración de objetos de tagua, ollas de barro y la gastronomía como fuente de sustento de gran parte de sus habitantes.
Las artesanías de tagua producidas en la zona son muy valoradas en el mercado nacional e internacional.